# Associazione Sportiva Cosenza 1978-1979
Questa voce raccoglie le informazioni riguardanti l'Associazione Sportiva Cosenza nelle competizioni ufficiali della stagione 1978-1979.

## Rosa
| N. |                   | Ruolo | Calciatore        |
| -- | ----------------- | ----- | ----------------- |
|    | Italia (bandiera) | A     | Walter Berardi    |
|    | Italia (bandiera) | A     | Giorgio Braglia   |
|    | Italia (bandiera) |       | Cairo             |
|    | Italia (bandiera) | C     | Alberto Canetti   |
|    | Italia (bandiera) | P     | Michele Cannataro |
|    | Italia (bandiera) | D     | Marco Cecilli     |
|    | Italia (bandiera) | A     | Marco Centro      |
|    | Italia (bandiera) | C     | Fulvio De Chiara  |
|    | Italia (bandiera) | C     | Daniele Gatti     |
|    | Italia (bandiera) |       | Grimaldi          |
|    | Italia (bandiera) | A     | Natale Iurlo      |
|    | Italia (bandiera) | P     | Enrico Lattuada   |

| N. |                   | Ruolo | Calciatore           |
| -- | ----------------- | ----- | -------------------- |
|    | Italia (bandiera) | C     | Vincenzo Liguori     |
|    | Italia (bandiera) | A     | Valentino Luraghi    |
|    | Italia (bandiera) | D     | Stefano Luxoro       |
|    | Italia (bandiera) | A     | Pasquale Maida       |
|    | Italia (bandiera) | C     | Massimo Mauti        |
|    | Italia (bandiera) |       | Rigamonti            |
|    | Italia (bandiera) | D     | Marco Riva           |
|    | Italia (bandiera) | D     | Pierantonio Rocco    |
|    | Italia (bandiera) |       | Sapia                |
|    | Italia (bandiera) | D     | Raffaele Spadaro     |
|    | Italia (bandiera) |       | Tanagli              |
|    | Italia (bandiera) | D     | Pierantonio Tortelli |

## Risultati

### Serie C2

#### Girone di andata
| 1º ottobre 1978 1ª giornata | Sorrento | 1 – 0 | Cosenza |  |

| 8 ottobre 1978 2ª giornata | Cosenza | 0 – 0 | Palmese |  |

| 15 ottobre 1978 3ª giornata | Siracusa | 0 – 1 | Cosenza |  |

| 22 ottobre 1978 4ª giornata | Cosenza | 0 – 0 | Crotone |  |

| 29 ottobre 1978 5ª giornata | Vigor Lamezia | 2 – 0 | Cosenza |  |

| 5 novembre 1978 6ª giornata | Cosenza | 3 – 2 | Nuova Igea |  |

| 12 novembre 1978 7ª giornata | Trapani | 0 – 0 | Cosenza |  |

| 19 novembre 1978 8ª giornata | Messina | 2 – 0 | Cosenza |  |

| 26 novembre 1978 9ª giornata | Cosenza | 1 – 0 | Potenza |  |

| 3 dicembre 1978 10ª giornata | Casertana | 2 – 0 | Cosenza |  |

| 10 dicembre 1978 11ª giornata | Cosenza | 1 – 0 | Rende |  |

| 17 dicembre 1978 12ª giornata | Marsala | 1 – 0 | Cosenza |  |

| 30 dicembre 1978 13ª giornata | Cosenza | 0 – 0 | Alcamo |  |

| 7 gennaio 1979 14ª giornata | Vittoria | 2 – 1 | Cosenza |  |

| 14 gennaio 1979 15ª giornata | Cosenza | 3 – 0 | Cassino |  |

| 21 gennaio 1979 16ª giornata | Ragusa | 0 – 0 | Cosenza |  |

| 28 gennaio 1979 17ª giornata | Cosenza | 3 – 1 | Savoia |  |

#### Girone di ritorno
| 4 febbraio 1979 18ª giornata | Cosenza | 2 – 0 | Sorrento |  |

| 11 febbraio 1979 19ª giornata | Palmese | 1 – 0 | Cosenza |  |

| 18 febbraio 1979 20ª giornata | Cosenza | 4 – 3 | Siracusa |  |

| 25 febbraio 1979 21ª giornata | Crotone | 2 – 2 | Cosenza |  |

| 4 marzo 1979 22ª giornata | Cosenza | 1 – 0 | Vigor Lamezia |  |

| 11 marzo 1979 23ª giornata | Nuova Igea | 2 – 0 | Cosenza |  |

| 25 marzo 1979 24ª giornata | Cosenza | 0 – 0 | Trapani |  |

| 1º aprile 1979 25ª giornata | Cosenza | 0 – 0 | Messina |  |

| 8 aprile 1979 26ª giornata | Potenza | 3 – 1 | Cosenza |  |

| 22 aprile 1979 27ª giornata | Cosenza | 2 – 1 | Casertana |  |

| 29 aprile 1979 28ª giornata | Rende | 0 – 0 | Cosenza |  |

| 6 maggio 1979 29ª giornata | Cosenza | 1 – 1 | Marsala |  |

| 13 maggio 1979 30ª giornata | Alcamo | 1 – 1 | Cosenza |  |

| 20 maggio 1979 31ª giornata | Cosenza | 0 – 1 | Vittoria |  |

| 27 maggio 1979 32ª giornata | Cassino | 1 – 0 | Cosenza |  |

| 3 giugno 1979 33ª giornata | Cosenza | 0 – 0 | Ragusa |  |

| 9 giugno 1979 34ª giornata | Savoia | 3 – 0 | Cosenza |  |